# David Jason
David John White, connu sous le nom de scène David Jason, né le 2 février 1940 à Edmonton dans le borough londonien d'Enfield, est un acteur anglais. 

## Biographie
David Jason interprète de nombreux rôles pour la télévision britannique et, en particulier, celui de l'inspecteur Jack Frost dans la série Inspecteur Frost (A touch of Frost ; la voix française est celle de Joël Martineau. 
Il a également brillé dans les séries télévisées humoristiques "Open All Hours" et Only Fools and Horses.
En 1993, David Jason a été fait officier de l'Ordre de l'Empire britannique (OBE), et douze ans plus tard il a été anobli.

## Filmographie partielle

### Cinéma
- 1972 : Under Milk Wood
- 1973 : White Cargo : Albert Toddey
- 1975 : Le Froussard héroïque (Royal Flash) de Richard Lester : The Mayor
- 1977 : Wombling Free : Womble Voice
- 1978 : Les Enfants de la rivière (The Water Babies) de Lionel Jeffries
- 1978 : The Odd Job : Odd Job Man
- 1983 : The Wind in the Willows : Toad
- 2007 : Discworld : Rincevent
- 2010 : All the Way Up

### Télévision
- 1984 : Le Vent dans les saules (The Wind in the Willows) (série télévisée)